# ダニエレ・ガッティ
ダニエレ・ガッティ（Daniele Gatti, 1961年11月6日  - ）は、イタリアの指揮者。
日本では、ベルリン・フィルの映像配信サービス「デジタル・コンサートホール」を始め、一般的に「ダニエーレ・ガッティ」と表記される。配偶者はチェリストのシルヴィア・キエーザ。

## 略歴
ミラノに生まれ、同地のミラノ音楽院で当初ピアノとヴァイオリンを学び、作曲と指揮で修士号を取得。27歳でミラノスカラ座にデビュー、その後、続けざまにフェニーチェ劇場、ボローニャ市立劇場へ出演し、その活躍の場を海外へと拡げベルリン国立歌劇場、メトロポリタン歌劇場にも出演した。
音楽監督としてのキャリアは、1992年から1997年までのローマ聖チェチーリア国立音楽院管弦楽団に始まり、1997年からボローニャ市立劇場の音楽監督も2007年まで務めた。また在任中の1994年にはイギリスの、コヴェント・ガーデン王立歌劇場に首席客演指揮者としても迎えられ、1997年まで務めた。
1996年にはニューヨーク・フィルハーモニックに初出演、同年にアシュケナージの後任としてロイヤル・フィルハーモニー管弦楽団の首席指揮者に就任。2002年10月14日、ウィーン国立歌劇場でヴェルディの『シモン・ボッカネグラ』を皮切りに、同歌劇場にてヴェルディの『オテロ』、シェーンベルクの『モーゼとアロン』、ムソルグスキーの『ボリス・ゴドゥノフ』の新演出版を指揮した。
2008年にはマズアの後任としてフランス国立管弦楽団に請われ、バイロイト音楽祭ではシュテファン・ヘルハイムの新演出でワーグナーの『パルジファル』も指揮した。2009年からはウェルザー＝メストの後任としてチューリッヒ歌劇場の首席指揮者を務めている。2009年9月にミラノスカラ座と共に来日。
2010年のザルツブルク音楽祭ではリヒャルト・シュトラウスの『エレクトラ』を指揮した。
2016年秋から、ロイヤル・コンセルトヘボウ管弦楽団の首席指揮者に就任。
2018年８月、一部メディアに報じられた過去のセクハラ疑惑により同団首席指揮者を解任された。
2021年にはベルリン・フィル、マーラー・ユーゲント・オーケストラ、ミュンヘン・フィルの各所に指揮者として復帰する。
2024年からシュターツカペレ・ドレスデン首席指揮者。